# Associazione Nazionale Educatori Professionali
L'Associazione Nazionale Educatori Professionali (acronimo ANEP) è un'associazione italiana che raccoglie gli educatori professionali delle province della Repubblica Italiana.

## Storia
Successivamente alla formazione di alcune realtà regionali italiane, nel novembre 1992, per volontà di alcuni educatori, nasce l'ANEP come esigenza di raffronto tra gli stessi operatori del settore. 
La sede legale è localizzata a Bologna, mentre sono presenti alcune sezioni dislocate nel territorio italiano.
Con l'istituzione dell'Albo professionale del 2018, l'associazione svolge ruolo tecnico-scientifico nei confronti della professione.

## Codice deontologico
Una prima stesura del codice deontologico avviene nel 2001 nella città di Rimini, dove l'assemblea dei deleganti vota il documento. Il codice è stato modificato in varie occasioni, in particolar modo nell'agosto del 2013 viene aggiornata la parte sulle sanzioni, descritte per la prima volta nell'Assemblea dei deleganti del 2009 tenutasi a Lucca. 
L'attuale testo risale al 2016.

## Consiglio Direttivo Nazionale
Al 4 dicembre 2020, il Consiglio Direttivo Nazionale è composto:
- Presidente Nazionale: Davide Ceron;
- VicePresidente Nazionale: Emanuele Codazzi;
- Tesoriere Nazionale: Martina Rigo;
- Segretario Nazionale: Saverio Viscomi;
- Consigliera Nazionale: Giulia Ghidini;
- Consigliere Nazionale: Silvia Simoncini;
- Consigliere Nazionale: Nicola Filippo Titta.

Il Collegio dei Garanti è formato da:
- Miranda Elba Riva;
- Fulvio Pedrazzini;
- Alessandro Trombini.

## Sezioni regionali
Sono presenti 17 sezioni regionali, nello specifico nelle seguenti regioni:
- Abruzzo;
- Calabria;
- Campania;
- Emilia Romagna;
- Friuli-Venezia Giulia;
- Lazio;
- Lombardia;
- Liguria;
- Marche;
- Molise;
- Piemonte e Valle d'Aosta;
- Puglia;
- Sardegna;
- Sicilia;
- Toscana;
- Trentino Alto Adige;
- Veneto.

Al 2016 erano 15.